# Sevrai
Sevrai ist eine französische Gemeinde mit 285 Einwohnern (Stand: 1. Januar 2022) im Département Orne in der Region Normandie (vor 2016 Basse-Normandie). Sie gehört zum Arrondissement Argentan und zum Gemeindeverband Terres d’Argentan Interco. Die Einwohner werden Sevrayens und Sevrayennes genannt.

## Geografie

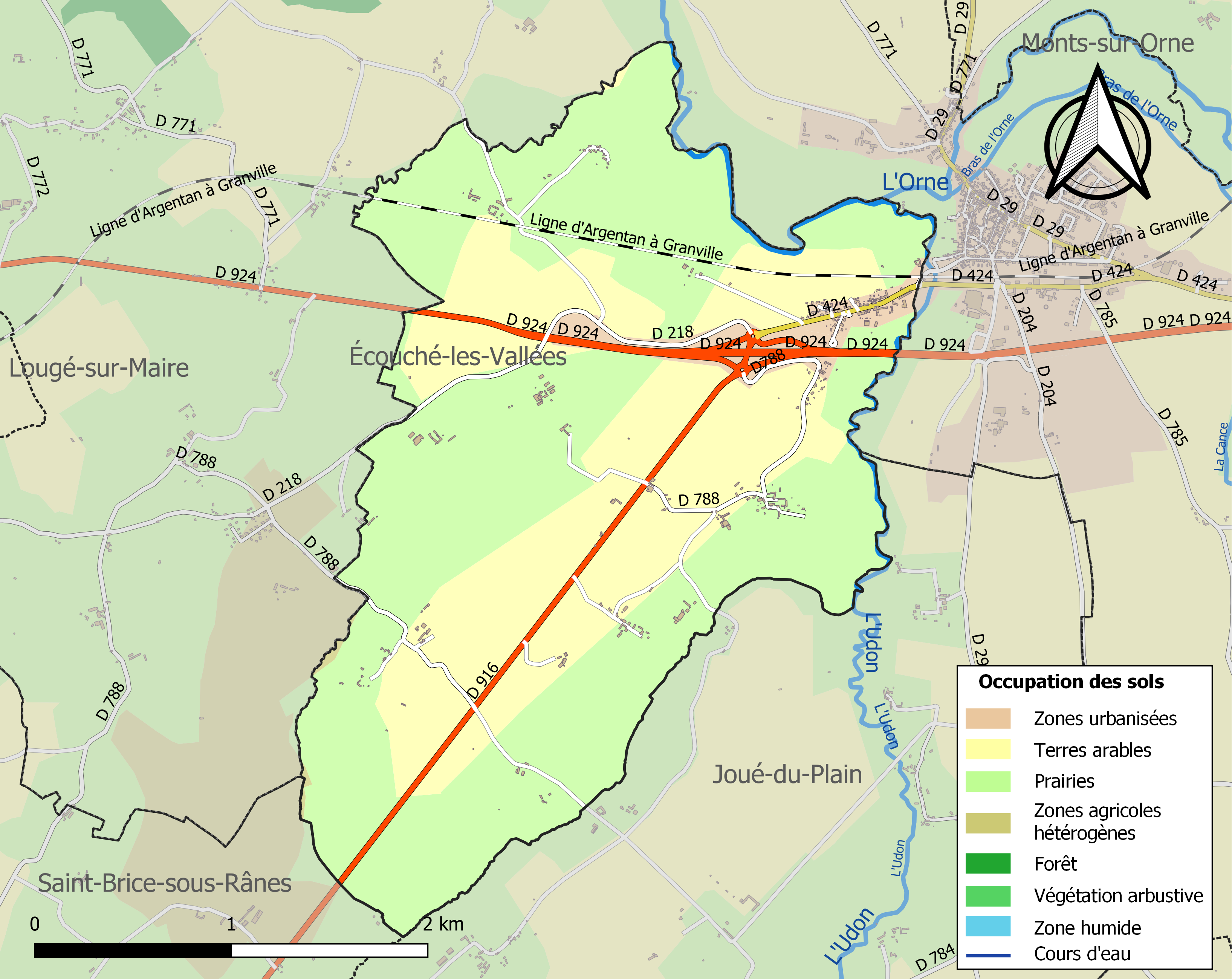
Bodennutzung, Hydrografie und Infrastruktur der Gemeinde (2018)

Sevrai liegt etwa zehn Kilometer westsüdwestlich von Argentan und etwa 35 Kilometer nordnordwestlich von Alençon im Osten der Région naturelle Pays d’Houlme. Die Maire begrenzt das Gemeindegebiet im Nordwesten, die Orne im Nordosten, der Udon im Osten. Außerdem wird das Gebiet der Gemeinde vom Flüsschen Guémondet, vom Ruisseau de Gosu und verschiedenen kleineren Bächen und Gräben entwässert. Das Zentrum liegt auf einer Höhe von etwa 165 m. Das Relief des Gebiets fällt im Norden an der Mündung der Maire in die Orne bis auf 147 m ab und steigt im Süden bis auf 205 m an.
Teile des Gebiets von Sevrai gehören zum 20.593 Hektar großen Natura 2000-Schutzgebiet „Haute vallée de l’Orne et affluents“ (FR2500099) sowie von zwei ZNIEFF-Naturzonen. Rund 96 % der Fläche der Gemeinde werden landwirtschaftlich, hauptsächlich als Grünland genutzt, rund 3 % entfallen auf industrielle oder gewerbliche Flächen und Verkehrswege, rund 1 % auf bebaute Gebiete (Stand: 2018).
Umgeben wird Sevrai von den Nachbargemeinden Écouché-les-Vallées im Norden, Osten und Westen, Joué-du-Plain im Süden und Osten sowie Saint-Brice-sous-Rânes.

## Bevölkerungsentwicklung

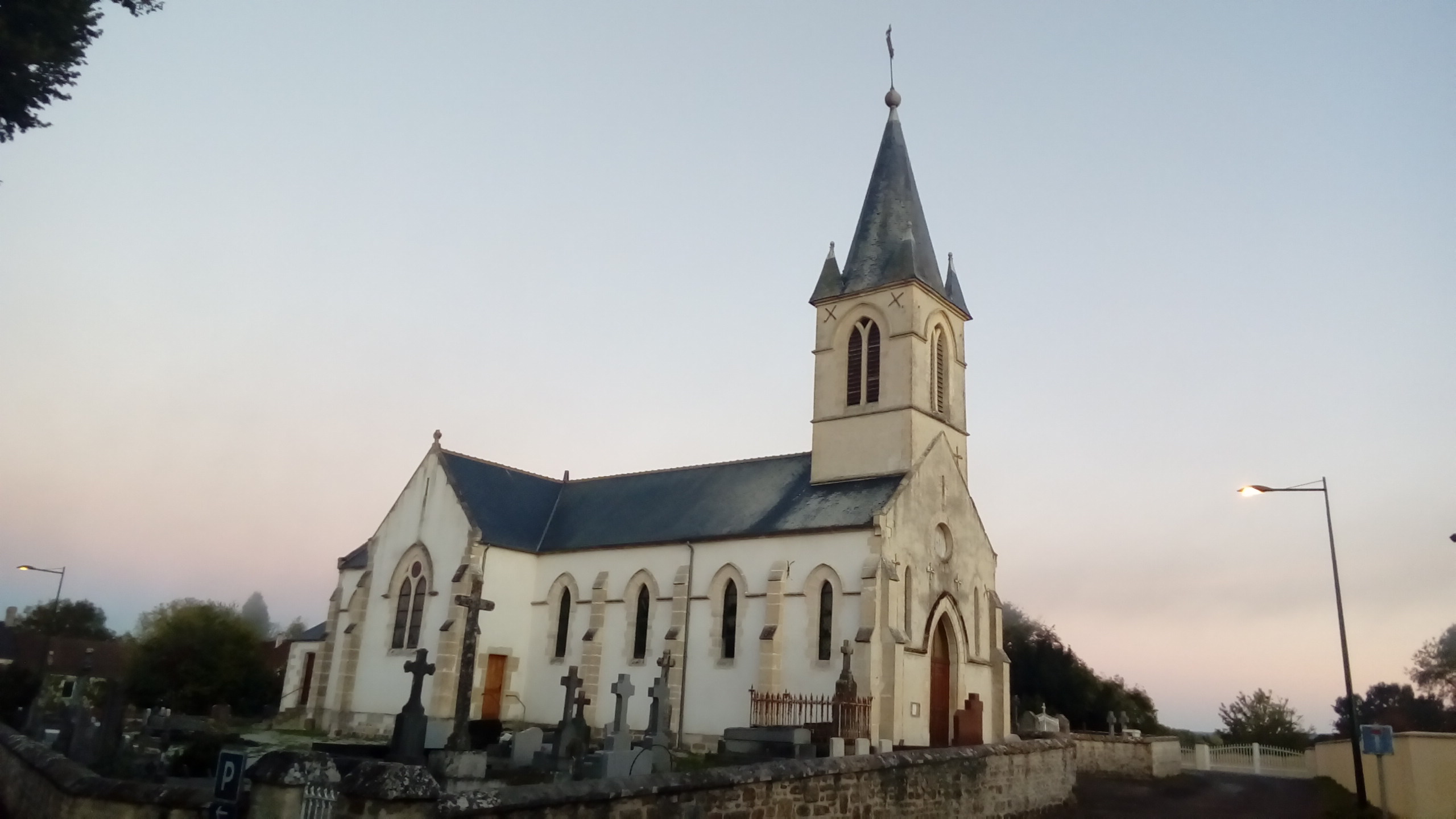
Kirche Saint-Clair-et-Notre-Dame-de-la-Nativité

| Jahr                       | 1962 | 1968 | 1975 | 1982 | 1990 | 1999 | 2006 | 2012 | 2022 |
| -------------------------- | ---- | ---- | ---- | ---- | ---- | ---- | ---- | ---- | ---- |
| Einwohner                  | 229  | 213  | 214  | 209  | 194  | 209  | 217  | 243  | 285  |
| Quellen: Cassini und INSEE |      |      |      |      |      |      |      |      |      |

## Sehenswürdigkeiten
- Kirche Saint-Clair-et-Notre-Dame-de-la-Nativité aus dem 19. Jahrhundert

## Verkehr
Die Departementsstraße D 916, die ehemalige Route nationale 816 von Vimoutiers nach Saint-Fraimbault-de-Prières in der Nähe von Mayenne, durchquert das Gemeindegebiet in nordöstlicher Richtung, bevor sie in der Nähe des Zentrums auf die Departementsstraße D 924, die ehemalige Route nationale 24bis von Verneuil-sur-Avre nach Granville, trifft, die das nördliche Gemeindegebiet von Ost nach West durchquert.
Die Bahnstrecke Argentan–Granville führt ohne Haltepunkt durch die Gemeinde.

## Belege
1. ↑  Biodiversité dans les territoires - Sevrai. Inventaire national du patrimoine naturel (INPN), abgerufen am 27. Juni 2024 (französisch).
2. ↑  Répartition des superficies en 15 postes d’occupation des sols (métropole). CORINE Land Cover, 2018, abgerufen am 27. Juni 2024 (französisch).